# 宋飞的视野
《宋飞的视野》（SeinfeldVision）是美国情景喜剧《我为喜剧狂》第2季的第1集，也是整个剧集的第22集，由该剧主创人、执行制片人兼女主演蒂娜·菲编剧， 唐·斯卡迪诺执导，2007年10月4日通过全国广播公司在美国首播。
这一集的故事发生在2007年秋，全国广播公司喜剧小品《与崔西·乔丹》准备给最新一季做开场。首席编剧丽兹·莱蒙（Liz Lemon，蒂娜·菲饰）与男友弗洛伊德·德巴伯（Floyd DeBarber，杰森·苏戴奇斯饰）分手后也希望给出一个合适的了结，副总裁杰克·唐纳吉（Jack Donaghy，亚历克·鲍德温饰）计划推出一个名叫《宋飞的视野》的节目，为期一个月。女演员简娜·玛隆妮（Jenna Maroney，简·科拉克斯基饰）在暑期患上了肥胖症，因此急需减肥。电视台杂工跟班肯尼期·帕塞尔（Kenneth Parcell，杰克·麦克布瑞尔）成了男演员崔西·乔丹（Tracy Jordan，崔西·摩根）的“办公室老婆”，丽兹的小助理施乐·泽洛克斯（Cerie Xerox，卡特里娜·宝登饰）在给自己的婚礼作准备。这集节目获得了电视评论员较好的评价。

## 剧情
首席编剧丽兹·莱蒙回到《TGS与崔西·乔丹》剧组后来到副总裁杰克的办公室，对方表示自己打算推出一个名为《宋飞的视野》的电视节目，这个节目将由杰瑞·宋飞主持，为期一个月，介时有望把情景喜剧《宋飞传》的片断用到节目中。杰瑞·宋飞得知这一方案后来到电视台找杰克对质，双方经过商议决定把节目的时间缩短到只播出一个晚上。
丽兹在夏季时和远在克利夫兰的男友弗洛伊德分手了，她打算给这段恋情一个了结，遇到宋飞时两人短暂交谈，对方给了她正需要的建议，于是她鼓起勇气给弗洛伊德打电话，只是没想到接电话的却是另外一个女人。助理施乐邀请丽兹和节目女演员简娜·玛隆妮作自己的伴娘，两人都接受了，施乐于是带她们去选购结婚礼服，中间丽兹被问起要不要亲自试穿一件时，她决定直接买一件。
简娜自出演了音乐剧版本的《现代灰姑娘》后就变得很胖，她想方设法避免被他人发现这一点但还是无济于事。节目的头号明星崔西·乔丹和太太安吉·乔丹（Angie Jordan）分居了，于是他选择住在自己的化妆室，电视台的杂工跟班肯尼斯“担任”他的“办公室老婆”，这份“新工作”需要肯尼斯给予崔西“无微不至的关怀”。

## 制作
2007年7月，蒂娜·菲和执行制片人洛恩·迈克尔斯在一次电视评论家协会的年度活动上宣布杰瑞·宋飞将参加《我为喜剧狂》第2季开场节目的演出。自1998年的情景喜剧《宋飞传》完结后，宋飞只在两部电视剧中出现过，分别是《我为卿狂》和《纽约电台新闻时段》。
剧中杰瑞·宋飞的出场镜头于2007年8月20日摄制，他在出场时戴有一顶假发，来让自己和《宋飞传》中的形象更为接近。起初戴上假发时宋飞觉得“这看上去真古怪”，妻子告诉他，《宋飞传》中的他看上去就是这么副模样。这一集中给丽兹与弗洛伊德自第1季的《熬夜》开始的恋情做出了结，剧中原本还有一个把施乐·泽洛克斯的姓氏与同名品牌施乐（英文名称也是）联系起来的笑话，但这个情节最后剪去了没有播出。《宋飞的视野》是卡特里娜·宝登、凯斯·鲍威尔（Keith Powell）和朗尼·罗斯（Lonny Ross）首度以主要演员的身份参加演出，他们的名字也首次出现在片头的演员名单上。

## 反响
《宋飞的视野》在美国首播时吸引了约733万户家庭收看，在这个星期所有的电视节目中名列第6位。这也是当时除有813万户家庭观看的《试播集》外《我为喜剧狂》收视率最高的一集，在18-49岁年龄段人群中收获了3.4 / 9的收视率，这意味着全美18-49岁年龄段人群里有3.4%看了这集，而播出时有看电视的该年龄段观众群里则有9%选择收看《宋飞的视野》。

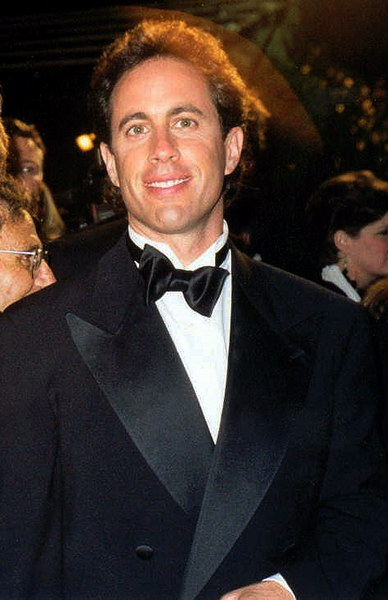
《纽约时报》的亚历山大·斯坦利批评杰瑞·宋飞在本集节目中为自己配音的动画长片《蜜蜂电影》作宣传

《娱乐周刊》的杰夫·拉布雷克（Jeff Labrecque）认为《杰飞的视野》以一种巧妙而又讽刺的方式把宋飞融入其中。电视指南的马特·韦伯·米托维奇（Matt Webb Mitovich）称赞《宋飞的视野》给这季奠定了一个坚实的基础，其中的确拥有不少“非常、非常精彩的瞬间”。不过，韦伯·米托维奇批评了剧中肯尼斯和崔西的“办公室老婆”故事线索，表示这样的题材并不新鲜，之前已经有过许多情景喜剧使用，而且《宋飞的视野》中对这一部分的处理有些过于草率，收到的喜剧效果也很差。他还批评剧中的简娜身穿横条纹的服装却又试图避免让节目的一众编剧发觉自己变胖的情节并不好笑。网站的丽莎·施梅瑟（Lisa Schmeiser）给予这集节目B+的评价。网站的瑞克·波特（Rick Porter）表扬本集给《我为喜剧狂》的第二季划下了浓厚的一笔，他认为这虽然不是该剧至今最优秀的一集，但仍然是电视上表现最抢眼的喜剧作品之一。美国在线电视小队的鲍勃·萨松尼（Bob Sassone）称《宋飞的视野》给了第二季一个非常有趣的开始，他还指出杰瑞·宋飞的出场感觉不像是由替身演出的，并称赞剧中有关杰瑞能够以400万美元的价格买下全国广播公司的笑话正是他“喜欢这个节目的原因之一”。《匹兹堡邮报》的罗布·欧文（Rob Owen）称这集节目证明这部收视率较低剧集所赢得的艾美奖最佳喜剧可谓实至名归。《明星纪事报》的阿兰·塞平沃尔（Alan Sepinwall）形容本集节目“非常有趣”，每个人都有让人信服的发挥。《纽约邮报》的琳达·斯塔西（Linda Stasi）称节目让她笑得甚至多次从床上摔下来。《纽约观察家报》的杰克·布鲁克斯（Jake Brooks）认为这22分钟的节目里除杰瑞·宋飞出场的部分表现不佳外，其它时段都很出色。IGN网站的罗伯特·坎宁（Robert Canning）认为这集节目给新季《我为喜剧狂》一个良好的开始，并希望节目能够吸引到更多的观众来长久地播出下去，他最终给这一集9.4的高分（最高为10）。《综艺》杂志的布莱恩·洛瑞（Brian Lowry）称赞《宋飞的视野》巧妙地表现出了《我为喜剧狂》的长处和弱点，亚历克·鲍德温的聪明才智提升了节目的档次，并且也减少了很多愚蠢而让人厌烦的内容。《纽约时报》的亚历山大·斯坦利（Alessandra Stanley）认为《宋飞的视野》证明，即便最有才华的演员和编剧在压力之下也会有表现失常的时候，斯坦利批评杰瑞·宋飞利用自己在剧中的出场给电影《蜜蜂电影》作宣传，对此宋飞、全国广播公司和通用电气都表示这只是一个玩笑。